# Szabó Aladár (lelkész, 1862–1944)
Szabó Aladár, Szabó Aladár Lajos (Tác, 1862. december 13. – Gödöllő, 1944. április 26.) bölcseleti doktor, református lelkész, 1891-től 1905-ig a Budapesti Református Teológiai Akadémia tanára, ifjabb Szabó Aladár (1890–1948) református lelkész édesapja.

## Élete
Tácon született Szabó Dávid református lelkész és Takács Róza fiaként. A gimnáziumot Pozsonyban és Pápán, a teológiát 1880-tól 1884-ig Budapesten végezte. Már mint teológus buzgólkodott a bibliai vasárnapi iskolák felállításában. Félévi edinburghi tartózkodása után hazatérve Budapesten lett hitoktató, majd Kőbányán segédlelkész, míg 1887-ben helyettes, 1891-ben rendes tanára lett a budapesti teológiai akadémiának. 1890. március 11-én bölcseletdoktori oklevelet szerzett. 1892-ben kezdette meg a református skót misszió imatermében a magyar vallásos estélyek tartását. Ugyanazon évben feleségével együtt megalapította a Lorántffy Zsuzsánna-egyletet. 1894-ben az ifjúsági egyletek kongresszusán képviselte Magyarországot. 1896-ban az evangélikus keresztyén szövetségek londoni gyűlésén ismét jelen volt. Német-, Franciaországban, Angliában és Svájcban gyakran megfordult. 1904-ben a református egyházak nagy világgyűlésén György Endrével együtt ő képviselte a konvent megbízásából a magyar református egyházat és több városban 26 beszédet tartott angol nyelven. 1903-ban alapította a Bethánia egyletet. 1905. április 18-án a budapesti református egyház VIII. kerületi lelkészi állására választották meg. Itt 1938-ig szolgált, ekkor nyugdíjba vonult. 1895 és 1903 között, majd 1906-tól választmányi tagja volt a Magyar Protestáns Irodalmi Társaságnak. Beszélt, írt és olvasott franciául, németül és angolul, valamint magyarul. 

## Írásai
Cikkeket és költeményt írt a Protestáns Egyházi és Iskolai Lapba (1885. cikk, 1886. költemény, 1889. Nehány szó a vasárnapi iskolák multjáról és könyvism., 1890. Beszéd, melyet mondott a budapesti ref. főgymnasium által tartott ünnepélyen 1890. okt. 31., 1892. A Comenius-ünnepélyek jelentőségéről, 1896. Erasmus és Luther kora, A zenéről); a Protestáns Szemlében (1890. könyvism., 1894. A prot. hittani alapelvek hatásáról, 1895. A belmissio eszmei szempontból, 1896. A tudomány szabadsága és a ker. hit.)

## Munkái
- A philosophia jövője. Budapest, 1890. (Különnyomat a Protestáns Szemléből).
- Locke. Budapest, 1890.
- Ne kisértsd az Istent. Budapest, 1893. (Koszorú. Hasznos Könyvek Tára 2.)
- Lelki harmat. Elmélkedések, imák az év minden napjára. Budapest, 1894.
- Budapestről Londonig. Emlékezés a keresztyén ifjúsági egyesületek XIII. világkongresszusára. Budapest, 1894. (Különnyomat a Protestáns Egyházi és Iskolai Lapból).
- Livingstone utazásai és felfedezései. Budapest, 1895. (Koszoru. A Magyar Protestáns Irodalmi Társaság népies kiadványai 20.)
- Uj óramutató. Budapest, 1896. (Ism. Protestáns Szemle).
- A keresztyén egyház eszményképe. Beköszöntő beszéd. Budapest, 1905.
- Jézus élete. Budapest, 1907.
- Két érdekes congressus. Protestáns Szemle, 1908.
- A diakonissza-munkáról. Budapest, 1909.
- A ref. egyház a 20. század elején. Budapest, 1910.
- Az angol királyok trónralépési nyilatkozata. Budapest, 1910.
- Külmissziói kalauz. Budapest, 1911. (A Protestáns Irodalmi Társaság Házi Kincstára)
- Az őskeresztyénség és a misszió. Theológiai Szaklap, 1911.
- A keresztyénség elterjedése a világon. Budapest, 1914.
- Kegyelem által (Visszaemlékezések). Budapest, 1941.

Terjedelmes előszót írt a Drumond H. Természeti törvény a szellemi világban c. munkájának magyar fordítása elé (1895.), melynek felülvizsgálója szintén ő volt. Részt vett az ószövetség új fordításában is.
Szerkesztette a Hajnalt; egyik szerkesztője volt a Koszoru (1893.) első négy füzetének és az Evangelische Blätter aus Ungarn (1897-98.) első évfolyamának és szerkeszti a Keresztyén Hiradó című havilapot 1895-től.